# Gewerkschaft PRO-GE
Die Gewerkschaft PRO-GE (Produktionsgewerkschaft) ist eine von insgesamt sieben Teilgewerkschaften im Österreichischen Gewerkschaftsbund (ÖGB) und die größte Arbeitergewerkschaft in Österreich. Die PRO-GE verhandelt etwa 140 Kollektivverträge in verschiedensten Branchen.
Die PRO-GE wurde am 26. November 2009 aus der Gewerkschaft Metall-Textil-Nahrung (GMTN) und der Gewerkschaft der Chemiearbeiter (GdC) gegründet. Aktueller Bundesvorsitzender ist Reinhold Binder. 

## Geschichte
1945 wurde die „Gewerkschaft der Metall- und Bergarbeiter“ gegründet. 1977 wurde am 11. Gewerkschaftstag der Name in „Gewerkschaft Metall-Bergbau-Energie“ geändert. Am 20. Juni 2000 erfolgte die Fusion der „Gewerkschaft Metall-Bergbau-Energie“ mit der „Gewerkschaft Textil, Bekleidung, Leder“ (TBL). Der neue Name lautete „Gewerkschaft Metall-Textil“ (GMT). Nur sechs Jahre später erfolgte die Zusammenlegung der GMT mit der „Gewerkschaft Agrar-Nahrung-Genuss“ (ANG), der Name lautete nunmehr „Gewerkschaft Metall-Textil-Nahrung“ (GMTN). Am 26. November 2009 wurde schließlich aus der GMTN und der „Gewerkschaft der Chemiearbeiter“ (GdC) die „Gewerkschaft PRO-GE“ gegründet.
Im Juni 2023 wurde Rainer Wimmer von Reinhold Binder als Vorsitzender der PRO-GE abgelöst.

## Präsidium der PRO-GE
Das Präsidium der PRO-GE besteht unter anderem aus dem Bundesvorsitzenden, Reinhold Binder sowie den stellvertretenden Bundesvorsitzenden Elfriede Schober (Bundesfrauenvorsitzende), Günther Goach (Landesvorsitzender Kärnten), Andreas Martiner (Landesvorsitzender Steiermark), Hans Karl Schaller (Landesvorsitzender Oberösterreich), Regina Assigal (Landesvorsitzende Wien), Roman Gössinger (Landesvorsitzender Niederösterreich), Wolfgang Fritz (Landesvorsitzender Vorarlberg), Thomas Kienberger (Landesvorsitzender Salzburg), Mathias Rehrl (Landesvorsitzender Burgenland), Patrik Tirof (Landesvorsitzender Tirol) und dem Bundesjugendvorsitzenden Benjamin Liedlbauer.

## Service
Die Gewerkschaft PRO-GE bietet ihren Mitgliedern Hilfe und Unterstützung. PRO-GE Mitglieder profitieren von einer kostenlosen Rechtsberatung, Rechtsschutz, Kurse zur Weiterbildung, von Unterstützungen im Notfall oder von preisgünstigen Urlauben, Eintrittskarten für Kultur- und Sportveranstaltungen oder einfach Informationen rund um die Arbeit.

## Branchen der PRO-GE
Die Gewerkschaft PRO-GE vertritt rund eine viertel Million Mitglieder und weitere Tausende Beschäftigte in den Branchen:
- Metall: Metallindustrie, Bergbau, Metallgewerbe, Energieversorgung, Mineralölindustrie
- Textil: Textilindustrie, Textilgewerbe, Bekleidungsindustrie, Bekleidungsgewerbe, Leder
- Arbeitskräfteüberlassung
- Agrar/Nahrung/Genuss: Agrar, Nahrung, Genuss, Land, Forst, Garten, Fleisch, Fisch, Fett, Bäcker, Müllner, Molker, Getränke, Tabak und Salinen.
- Chemie: Chemische Industrie, Chemisches Gewerbe, Vulkaniseure, Bauhilfsgewerbe (Wien)
- Glas: Glashütten, Glasbe- und -verarbeitende Industrie, Gablonzer, Glasbläser und -instrumentenerzeuger
- Papier: Papier- und Pappeerzeugende Industrie

## Metallindustrie und Bergbau
Die PRO-GE verhandelt jedes Jahr im Herbst gemeinsam mit der Gewerkschaft GPA den neuen Kollektivvertrag für die Beschäftigten der Metallindustrie und des Bergbaus. Diese, von den Medien oft genannte „Metaller-Lohnrunde“ bzw. „Herbstlohnrunde“ erfährt immer besondere öffentliche Aufmerksamkeit, da der Lohnabschluss als richtungsweisend für viele andere Bereiche gilt.

### Lohnabschlüsse Metallindustrie/Bergbau seit 1999 und Inflationsrate
| Jahr | Mindestlöhne | Ist-Löhne | Inflation |
| ---- | ------------ | --------- | --------- |
| 1999 | 2,4 %        | 1,9 %     | 0,6 %     |
| 2000 | 3,7 %        | 3,4 %     | 2,3 %     |
| 2001 | 3 %          | 2,9 %     | 2,7 %     |
| 2002 | 2,3 %        | 2,2 %     | 1,8 %     |
| 2003 | 2,1 %        | 2,1 %     | 1,3 %     |
| 2004 | 2,5 %        | 2,5 %     | 2,1 %     |
| 2005 | 3,1 %        | 3,1 %     | 2,3 %     |
| 2006 | 2,6 %        | 2,6 %     | 1,5 %     |
| 2007 | 3,6 %        | 3,5 %     | 2,2 %     |
| 2008 | 3,9 %        | 3,9 %     | 3,2 %     |
| 2009 | 1,5 %        | 1,45 %    | 0,5 %     |
| 2010 | 2,5 %        | 2,3 %     | 1,9 %     |
| 2011 | 4,4 %        | 4,4 %     | 3,3 %     |
| 2012 | 3,4 %        | 3,3 %     | 2,4 %     |
| 2013 | 3,2 %        | 3,2 %     | 2,0 %     |
| 2014 | 2,1 %        | 2,1 %     | 1,7 %     |

## Arbeitskräfteüberlassung
Die Interessenvertretung für die Beschäftigten der Arbeitskräfteüberlassung (Leiharbeiter, Leasingpersonal, Zeitarbeiter) fällt in die Zuständigkeit der Gewerkschaft PRO-GE. Im Jahr 2002 erreichte die PRO-GE den europaweit ersten Kollektivvertrag für die Branche.
Die jährliche statistische Erhebung des Bundesministeriums für Arbeit, Soziales und Konsumentenschutz ergab für das Jahr 2010, dass am Stichtag (31. Juli 2010) 66.054 überlassene Arbeitskräfte bei 1.269 Überlassern beschäftigt waren. 813 Unternehmen (im Jahr 2009: 669 Unternehmen) haben eine
Leermeldung abgegeben; diese waren zu diesem Zeitpunkt ruhend gestellt oder hatten keine aufrechte Gewerbeberechtigung. Trotz dieser Stichtagserhebung ist es durch Schwachstellen in der Erhebung schwer, die tatsächliche Zahl von überlassenen Arbeitskräften und Überlassern zu ermitteln.
Eine Schwachstelle besteht etwa darin, dass nur jene Personen erfasst werden, die am Stichtag tatsächlich arbeiten. Das heißt, es werden weder jene Beschäftigte erfasst die auf Urlaub oder krankgemeldet sind, noch jene die aufgrund einer geringfügigen Beschäftigung an diesem Tag nicht arbeiten. Aus diesem Grund dürfte die tatsächliche Anzahl von überlassenen Arbeitskräften höher sein, als durch die Stichtagserhebung ermittelt. „Die Anzahl der überlassenen Arbeitskräfte ist daher nicht ident mit der Zahl der Personen, die ein aufrechtes Dienstverhältnis im Sinne von arbeitsrechtlichen oder sozialversicherungspflichtigen Bestimmungen mit einem Arbeitskräfteüberlasser haben. Aus dem EWR-Raum nach Österreich überlassene Arbeitskräfte wurden in dieser Erhebung nur zu einem sehr geringen Prozentsatz erfasst.“ Quelle: Webportal Statistik der Arbeitskräfteüberlassung und privaten Arbeitsvermittlung.

## Partner
Die Gewerkschaft PRO-GE ist Gründungsmitglied der Plattform Industrie 4.0 (Österreich), welche die Chancen und Möglichkeiten von Industrie 4.0 und der digitalen Transformation für Arbeitnehmer und Arbeitgeber in Österreich aufzeigen und nutzbar machen soll.